# سیارک ۱۳۶۸۹
سیارک ۱۳۶۸۹ (به انگلیسی: 13689 Succi، نامگذاری:1997RO7) سیزده هزار و ششصد و هشتاد و نهمین سیارک کشف شده‌است که در ۹ سپتامبر ۱۹۹۷ کشف شد.
قدر مطلق سیارک برابر ۳۰.۹ است.